# Лалан (Жер)
Лала́н (фр. Lalanne) — коммуна во Франции, находится в регионе Юг — Пиренеи. Департамент — Жер. Входит в состав кантона Флёранс. Округ коммуны — Кондом.
Код INSEE коммуны — 32184.

## География

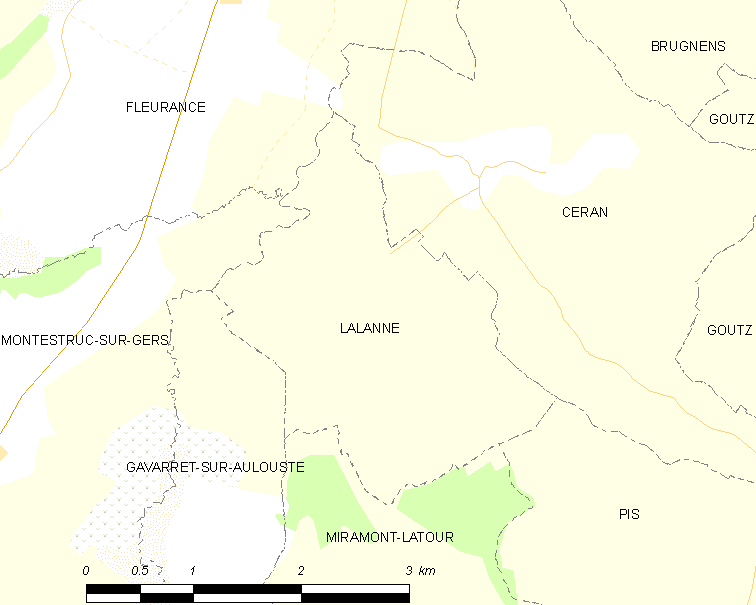
Карта коммуны

Коммуна расположена приблизительно в 580 км к югу от Парижа, в 65 км западнее Тулузы, в 19 км к северо-востоку от Оша.
На северо-западе коммуны протекает река Жер.

## Климат
Климат умеренно-океанический. Лето жаркое и немного дождливое, температура часто превышает 35 °С. Зимой часто бывает отрицательная температура и ночные заморозки. Годовое количество осадков — 700—900 мм.

## Население
Население коммуны на 2010 год составляло 116 человек.
| 1962 | 1968 | 1975 | 1982 | 1990 | 1999 | 2010 |
| ---- | ---- | ---- | ---- | ---- | ---- | ---- |
| 90   | 85   | 86   | 65   | 62   | 92   | 116  |

## Администрация
| Период | Период | Фамилия    | Партия | Примечания |
| ------ | ------ | ---------- | ------ | ---------- |
| 2001   | 2008   | Андре Лоре |        |            |
| 2008   | 2020   | Пьер Кобе  |        |            |

## Экономика
В 2010 году среди 68 человек трудоспособного возраста (15-64 лет) 55 были экономически активными, 13 — неактивными (показатель активности — 80,9 %, в 1999 году было 75,0 %). Из 55 активных жителей работали 48 человек (23 мужчины и 25 женщин), безработных было 7 (4 мужчины и 3 женщины). Среди 13 неактивных 3 человека были учениками или студентами, 8 — пенсионерами, 2 были неактивными по другим причинам.